# Palol de Revardit
Palol de Revardit és un dels 11 municipis que constitueixen la comarca del Pla de l'Estany. Està situat al sud-est de la comarca. El municipi de Cornellà del Terri és el seu veí per la banda nord i el de Sant Julià de Ramis, pertanyent al Gironès, li fa límit parcialment pel costat sud; Canet d'Adri el limita per la banda oest.

## Geografia
- Llista de topònims de Palol de Revardit (Orografia: muntanyes, serres, collades, indrets..; hidrografia: rius, fonts...; edificis: cases, masies, esglésies, etc).

| Entitat de població   | Habitants (2023) |
| Palol de Revardit     | 262              |
| Riudellots de la Creu | 133              |
| Sant Martí de la Mota | 72               |
| Font: Idescat         |                  |

La unió de tres pobles, Palol, Riudellots de la Creu i la Mota forma el municipi de Palol de Revardit, que té una extensió total de 18,28 km² amb 400 habitants. Aquest municipi es va conformar el 1846 quan els termes dels tres ens locals resultants de l'antic règim senyorial, corresponents a aquests pobles, van ser units amb capital a Palol.
El terme estricte de Palol havia estat unit durant uns mesos al de Cornellà del Terri, el 1846/47. Durant el mateix període, els termes estrictes de La Mota i de Riudellots de la Creu havien estat units a Sarrià de Ter.

## Història
El conjunt d'aquest territori ha tingut un poblament antic, com ho demostra l'existència del dolmen neolític de la Mota. Té una superfície molt extensa de boscos suaus, pins i alzines, fet que, amb la combinació controlada d'edificacions, conforma un paisatge natural privilegiat, i que engresca recorre'l sigui a peu o en cotxe.

## Llocs d'interès
Els orígens del castell es troben l'any 1075 que hi morí el bisbe Bernat de Carcassona, fill de Cornellà del Terri. Actualment, d'aquest castell, en resten llenços de muralla i fragments de l'edifici principal que avui s'ha convertit en masia. En destaca, però, la torre gòtica, quadrada, de considerable amplada i alçada que sobresurt davant mateix de l'església de Sant Miquel i que malgrat la seva austeritat és una construcció molt espectacular. Més separada hi ha una antiga torre circular que formava part d'aquest recinte.
El pou de glaç de Palol és una construcció dels segles XVII i XVIII i és un dels més grans d'aquestes característiques en tota la comarca del Pla de l'Estany.
També es pot visitar la Col·lecció Escubedo-García de ciència i tècnica.

## Orografia
El riu Revardit, del qual pren nom el poble, travessa bona part del municipi fins a desembocar al Terri. No fa pas gaires anys que encara els masos construïts a la riba d'aquest riu aprofitaven enginyosos sistemes artesanals per extreure aigua per al regatge dels camps. Més al sud hi ha la riera de Riudellots, també afluent del Terri que hi enllaça fora de la comarca.
Les petites muntanyes que es ramifiquen des de la serra de Rocacorba i el puig de Sant Dalmau són els referents orogràfics que envolten el municipi.
El fet que la zona industrial s'hagi concentrat al veïnat de la Banyeta, a la part plana, tocant a la gran via de comunicació que és la carretera C-150, ha permès mantenir la resta del territori de manera força inalterada amb la personalitat i les traces encara d'un poble rural, però viu.

## Entitats
L'Oficina de turisme comarcal, del Consell Comarcal del Pla de l'Estany, situada al peu de la carretera C-66, és un element nou per acostar la comarca als visitants. Aquesta oficina és, alhora, punt de sortida de dues rutes del Centre BTT Pla de l'Estany-Banyoles.

## Demografia
| 1497 f | 1515 f | 1553 f | 1717 | 1787 | 1857 | 1877 | 1887 | 1900 | 1910 |
| ------ | ------ | ------ | ---- | ---- | ---- | ---- | ---- | ---- | ---- |
| 40     | 30     | 42     | 188  | 434  | 652  | 588  | 496  | 517  | 486  |

| 1920 | 1930 | 1940 | 1950 | 1960 | 1970 | 1981 | 1990 | 1992 | 1994 |
| ---- | ---- | ---- | ---- | ---- | ---- | ---- | ---- | ---- | ---- |
| 478  | 540  | 515  | 505  | 513  | 502  | 386  | 387  | 370  | 370  |

| 1996 | 1998 | 2000 | 2002 | 2004 | 2006 | 2008 | 2010 | 2012 | 2014 |
| ---- | ---- | ---- | ---- | ---- | ---- | ---- | ---- | ---- | ---- |
| 365  | 367  | 386  | 388  | 420  | 429  | 478  | 482  | 478  | 474  |

| 2016 | 2018 | 2020 | 2022 | 2024 | 2026 | 2028 | 2030 | 2032 | 2034 |
| ---- | ---- | ---- | ---- | ---- | ---- | ---- | ---- | ---- | ---- |
| 470  | 467  | 448  | 457  | 465  | -    | -    | -    | -    | -    |